# Double Circle
『Double Circle』(ダブル・サークル)は、2022年9月14日 に発売されたORANGE RANGEの12枚目のオリジナル・アルバム。

## 概要
- オリジナルアルバムとしては前作『ELEVEN PIECE』より約4年ぶりに発売された。アルバム作品としては2022年にライブ会場限定で発売された『NAKED×REFINISHED -3 mics and back sounds-』以来約2年半ぶりである。
- オリジナルアルバムではバンド史上初の2枚組での発売となった。
- Disc1と2はマスターリングスタジオが異なり、Disc1がメトロポリスマスターリング・ロンドン、Disc2が東京のソニーミュージックスタジオとなっている。
- Disc1には2022年以降に発表された新曲7曲を収録。
- Disc2には2018年から2021年にかけて配信リリースされていたタイアップシングル曲を7曲収録。
- 前オリジナルアルバム『ELEVEN PIECE』からわずか1ヶ月でリリースされていた「Family」は約4年かけてアルバムに初収録された。
- 2021年に配信リリースされた「Enjoy!」は『NAKED×REFINISHED -3 mics and back sounds-』に収録されたため、本作には未収録となっている。
- このアルバムの発売に伴い、2022年9月14日から2023年4月1日まで、全国ツアー「ORANGE RANGE LIVE TOUR 022-023 ～Double Circle～」を開催。

## 収録曲

### Disc 1
- 全作詞・作曲・編曲：ORANGE RANGE

| #  | タイトル                                          | 作詞 | 作曲 |
| -- | ------------------------------------------------- | ---- | ---- |
| 1. | 「Pantyna feat. ソイソース」                      |      |      |
| 2. | 「Love of Summer」                                |      |      |
| 3. | 「Typhoon」                                       |      |      |
| 4. | 「Illusion feat. ペチュニアロックス」             |      |      |
| 5. | 「トカトカ」                                      |      |      |
| 6. | 「恋はRock’n’ Roll」                              |      |      |
| 7. | 「キリサイテ 風」(フジテレビ系「脚本芸人」主題歌) |      |      |

### Disc 2
- 全作詞・作曲・編曲：ORANGE RANGE

| #  | タイトル                                                                       | 作詞 | 作曲 |
| -- | ------------------------------------------------------------------------------ | ---- | ---- |
| 1. | 「ラビリンス」(TVアニメ「MUTEKING THE Dancing HERO」オープニングテーマ)        |      |      |
| 2. | 「HEALTH」(「HEALTH UP PROJECT supported by TANITA」キャンペーンソング)        |      |      |
| 3. | 「あの世のANTHEM ～天国と地獄～」(TVアニメ「MUTEKING THE Dancing HERO」挿入歌) |      |      |
| 4. | 「気分上々」(アイダ設計 ZEH住宅「BRAVO ZNEXT」CMソング)                        |      |      |
| 5. | 「Family」(NHK「みんなのうた」)                                                |      |      |
| 6. | 「Imagine -Double Circle ver.-」(「ツール・ド・東北」公式テーマソング)         |      |      |
| 7. | 「KONOHOSHI」(ABCテレビ「おはよう朝日です」40周年記念特別番組テーマソング)     |      |      |

## 参加ミュージシャン
- YAMATO：Vocal
- HIROKI：Vocal
- RYO：Vocal、Pianica
- NAOTO：Guitar、Programming、Other Instruments、Strings Arranged
- YOH：Bass

- 桜井正宏：Drums（Disc1：M7）
- 吉俣良：Strings Arranged（Disc2：M5）
- ゴスペルスパークル：Chorus（Disc2：M6）
- Ri-ko：Chorus（Disc2：M6）